# Bataille d'Helsingborg
Grande guerre du Nord
Batailles
- Riga I
- Narva I
- Daugava
- Rauge
- Erastfer
- Kliszów
- Hummelshof
- Nöteborg
- Saladen
- Pułtusk
- Jēkabpils
- Narva II
- Poznań
- Punitz
- Gemauerthof
- Varsovie
- Hrodna
- Fraustadt
- Kletsk
- Kalisz
- Holowczyn
- Malatitze
- Lesnaya
- Poltava
- Perevolochna
- Helsingborg
- Viborg
- Riga II
- Baie de Køge
- Fladestrand
- Gadebusch
- Bender
- Pälkäne
- Storkyro
- Hangö Oud
- Fehmarn Bält
- Rügen
- Kristiania (Oslo)
- Stralsund
- Dynekilen
- Osel
- Stäket
- Grengam

La bataille d'Helsingborg se déroule le 10 mars 1710 (le 27 février selon le calendrier julien et le 28 février selon le calendrier suédois) au nord-ouest d'Helsingborg, dans le cadre de la grande guerre du Nord et oppose une armée suédoise, commandée par Magnus Stenbock, à une armée danoise, commandée par Jørgen Rantzau. Cette bataille est la dernière tentative faite par les Danois de reconquérir la province du Skåneland, perdue en 1658 à la signature du traité de Roskilde, et se termine par une écrasante victoire suédoise, plus de la moitié des effectifs danois étant morts, blessés ou capturés.